# Francisco Javier Rodríguez Vílchez
Francisco Javier Rodríguez Vílchez (Almeria, 17 de juny de 1978) és un exfutbolista andalús, actualment entrenador de futbol.
La seva carrera està molt lligada a la UD Almería tant com a jugador com a entrenador, i allà hi va començar a entrenar el primer equip a 35 anys. Com a jugador, hi va disputar un total de 185 partits, amb 45 gols, durant sis temporades a la Segona Divisió; també va jugar pel Granada 74 i l'Alacant CF en la mateixa categoria. La temporada 2004-05 va jugar a la primera divisió amb l'Albacete Balompié.

## Carrera com a jugador
Després de començar amb el club local Polideportivo Almería va ingressar al València CF, tot i que mai va passar del València CF Mestalla; va retornar el 2002 a la seva ciutat natal, en fitxar per la Unión Deportiva de la segona divisió on hi va aconseguir molt bon resultat.
La temporada 2004–05, quan el seu contracte va expirar, Francisco va tenir oportunitat de debutar a La Liga en signar per l'Albacete Balompié. La temporada va ser desastrosa, amb descens de l'equip i només tres gols pel jugador; va marcar contra el Reial Madrid CF, tot i que en una derrota a fora per 1–6.
Posteriorment, Francisco va retornar al seu club anterior, i va jugar regularment, participant en el primer ascens de la història a primera divisió, el 2007, però mai va tornar a jugar a la categoria, i va acabar la seva carrera jugant a segona i Segona B. L'estiu del 2007 recala al Granada 74 CF, i a l'any següent a l'Alacant CF, amb qui baixa a Segona Divisió B.

## Carrera com a entrenador
Francisco va començar la seva carrera com a entrenador el 2010, entrenant equips de categories inferiors de l'Almería. El 29 de juny de 2013, després de dues temporades amb la UD Almería B, va prendre les regnes del primer equip, que acabava de retornar a primera.
Després d'evitar el descens per poc en el darrer partit, Francisco va signar un contracte per un altre any amb l'equip el 27 de maig de 2014. El 9 de desembre, de tota manera, fou destituït després que hagués assolit només dos punts sobre 24 possibles.
El 13 de desembre de 2016, després de més de dos anys sense club, Francisco fou nomenat entrenador de la UCAM Murcia CF de segona divisió. El següent 21 de juny, va fitxar pel CD Lugo també de segona divisió.
El 28 de juny de 2018, Francisco va signar amb el Córdoba CF encara a segona, però va renunciar-hi el 2 d'agost a causa de la pobra situació econòmica del club.
L'octubre de 2018 va fitxar per la SD Huesca, que acabava de destituir Leo Franco pels mals resultats, amb l'equip com a cuer de la primera divisió després que hagués sumat només cinc punts en les vuit primeres jornades de Lliga. El va acompanyar Jaime Ramos Hernández com segon entrenador. El 13 de maig de 2019, després de no haver pogut aconseguir la permanència a Primera Divisió, va confirmar que no continuaria el curs següent.
El 30 de juny de 2020 va ser contractar pel Girona Futbol Club, acompanyat novament per Jaime Ramos (segon entrenador), a més de Sergio Pardo (preparador físic) i José Manuel Rodríguez Ortega (assistent tècnic i analista).